# Isfjord (Groenland)
De Isfjord is een fjord in het Nationaal park Noordoost-Groenland in het oosten van Groenland.

## Geografie
De fjord maakt deel uit van het fjordencomplex van de Koning Oscarfjord en de Keizer Frans Jozeffjord. De fjord mondt in het zuidoosten uit in de Keizer Frans Jozeffjord. Hij is noordwest-zuidoost georiënteerd en heeft een lengte van meer dan 50 kilometer.
In het noordoosten wordt de fjord begrensd door het Andréeland en in het zuidwesten door het Frænkelland. In het noordwesten ligt het Louise Boydland.

### Gletsjers
In de Isfjord komen meerdere gletsjers uit, waaronder de Gerard de Geergletsjer en de Jættegletsjer.